# Basilia mongolensis
Basilia mongolensis är en tvåvingeart som beskrevs av Oskar Theodor 1966. Basilia mongolensis ingår i släktet Basilia och familjen lusflugor. Inga underarter finns listade i Catalogue of Life.